# Tony Dunne
Tony Dunne (Dublino, 24 luglio 1941 – 8 giugno 2020) è stato un calciatore e allenatore di calcio irlandese, di ruolo difensore.
In carriera ha totalizzato 535 presenze (e 2 reti) con la maglia del Manchester United.

## Palmarès
- Coppa d'Irlanda: 1

Shelbourne: 1959-1960
- Campionato inglese: 2

Manchester United: 1964-1965, 1966-1967
- Coppa d'Inghilterra: 1

Manchester United: 1962-1963
- Charity Shield: 2

Manchester United: 1965, 1967
- Coppa dei Campioni: 1

Manchester United: 1967-1968